# 卡兹别克·科科夫
卡兹别克·瓦列里耶维奇·科科夫（1973年7月20日—），是俄罗斯聯邦卡巴尔达-巴尔卡尔共和国的现任首腦。自2018年9月26日接替前任尤里·科科夫的职位，成为卡巴尔达-巴尔卡尔共和国的第四任首腦。他是共和国首任總統瓦列里·科科夫的儿子。